# 托尼·埃斯唐盖
托尼·埃斯唐盖（法語：Tony Estanguet，1978年5月6日—），法国皮划艇激流回旋男子运动员，曾在2000年夏季奥林匹克运动会、2004年夏季奥林匹克运动会和2012年夏季奥林匹克运动会上夺得单人项目金牌。他担任了2024年夏季奥林匹克运动会组委会主席。

## 生平

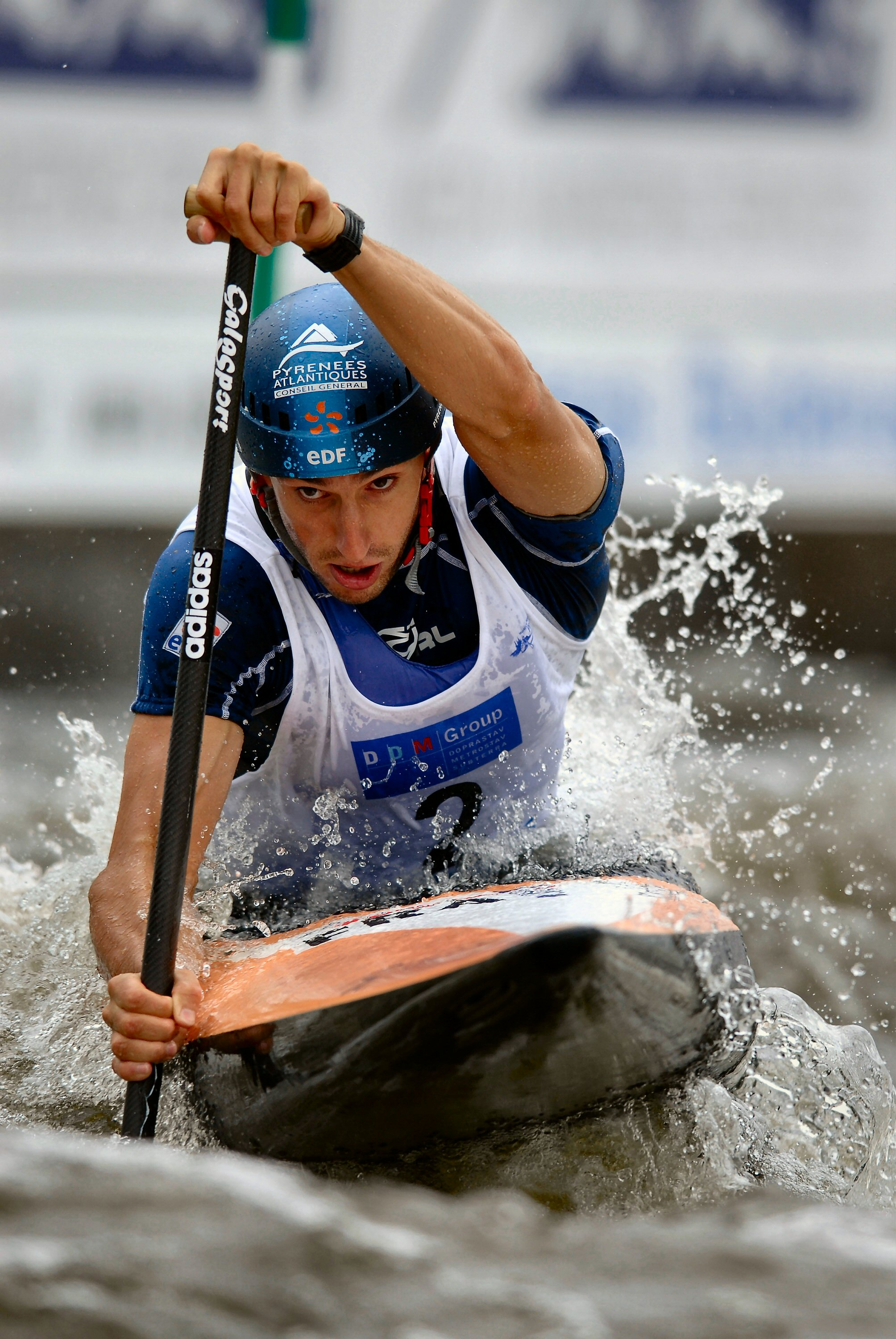
2006年布拉格世界锦标赛获得C-1金牌

2008年担任法国在北京夏季奥运会开幕式的旗手。他在C-1半决赛获得第9位，因此被最终淘汰。
2012年伦敦奥运会，他成为法国第一位在同一项目获得3枚金牌的运动员。
2012年，他入选国际奥委会运动员委员会，他将同时担任国际奥委会委员，任期为8年。
2012年10月30日，他宣布退役。
2015年起，埃斯唐盖开始参与巴黎2024年夏季奥林匹克运动会申办工作，并任申办委员会联合主席。2017年9月13日，第131次国际奥委会全会选举巴黎为2024年夏季奥林匹克运动会及夏季残疾人奥林匹克运动会主办城市，埃斯唐盖随即担任奥组委主席，至巴黎奥运会、残奥会相关工作结束。他因对此届赛事的组织工作获颁金质奥林匹克勋章。
2025年3月，埃斯唐盖以个人委员身份再次当选为国际奥委会委员。

## 主要成绩
托尼·埃斯唐盖共在奥运会上获得3枚C-1项目金牌，分别为2000年、2004年和2012年。2004年的金牌很有争议，裁判判罚米哈尔·马尔季坎2秒的惩罚，使其屈居亚军，其最后成绩仅比落后埃斯唐盖0.12秒。
他在皮划艇世界锦标赛一共获得12枚奖牌，其中5枚金牌（C-1：2006年，2009年，2010年；C-1团体：2005年，2007年)，6枚银牌（C-1：2003年，2005年，2007年；C-1团体：1997年，2003年，2009年），一枚铜牌（C-1团体：1999年）。

## 家庭
父亲亨利·埃斯唐盖也是皮划艇运动员，亨利在20世纪70年代赢得世界锦标赛奖牌。哥哥帕特里斯·埃斯唐盖1996年亚特兰大奥运会赢得了一枚铜牌。